# Richard Beauthier
Pour les articles homonymes, voir Beauthier.
 (novembre 2016).
Si vous disposez d'ouvrages ou d'articles de référence ou si vous connaissez des sites web de qualité traitant du thème abordé ici, merci de compléter l'article en donnant les références utiles à sa vérifiabilité et en les liant à la section « Notes et références ».
Richard Beauthier, né le 5 novembre 1913 à Molenbeek-Saint-Jean et mort le 24 novembre 1999 à Ganshoren, est un homme politique belge.

## Biographie
Richard Beauthier étudia à l'Athénée d'Ixelles avant d'être proclamé docteur en droit au Jury central et de s'inscrire au Barreau de Bruxelles en 1939.
S'inscrivant en 1945 au Parti Social-chrétien, il est élu conseiller communal de Ganshoren en 1952. Six ans plus tard, il devient premier échevin, en coalition avec les libéraux ; deux ans plus tard, il accède à la fonction mayorale à la suite du décès du bourgmestre libéral. Obtenant la majorité absolue en 1964, le PSC-CVP gouvernera seul la commune jusqu'en 2000.
À sa carrière municipale s'ajoute une carrière sénatoriale (1965-1968; 1973-1974), de député fédéral (1974-1978) et bruxelloise : conseiller provincial de Brabant (1954-1965), conseiller d'agglomération (1971-1988) et député régional (1989-1995); à ce titre, il assurera la vice-présidence de l'Assemblée du Conseil régional bruxellois (aujourd'hui, Parlement bruxellois).
Se présentant sous la bannière du parti Vivant aux élections régionales de 1999, sans être élu, Beauthier meurt le 29 novembre 1999, en ayant préalablement réintégré le PSC qu'il avait déserté quelques mois. Jean-Louis Thys fut son secrétaire particulier avant de devenir ministre et bourgmestre de la commune voisine de Jette.
Une fondation porte son nom : elle a pour objet social d'encourager les jeunes de la commune particulièrement doués ou issus de familles défavorisées à entreprendre ou à poursuivre des études supérieures.

## Initiatives communales
- La commune de Ganshoren s'est entre autres développée grâce à sa politique urbanistique qui favorisa l'installation de jeunes ménages.